# Австралія на літніх Олімпійських іграх 1928
Австралія брала участь в Літніх Олімпійських іграх 1928 року в Амстердамі (Нідерланди) у восьмий раз за свою історію, і завоювала одну золоту, дві срібні та одну бронзову медалі. Збірну країни представляли 14 чоловіків і 4 жінки.

## Золото
- Веслувальний спорт, чоловіки  — Генрі Пірс.

## Срібло
- Спортивне плавання, чоловіки, 400 метрів  — Бой Чарльтон.
- Спортивне плавання, чоловіки, 1 500 метрів  — Бой Чарльтон.

## Бронза
- Велосипедний спорт, чоловіки, 1 000 метрів  — Дунк Грей.